# Polymorphus formosus
Polymorphus formosus är en hakmaskart som beskrevs av Schmidt och Kuntz 1967. Polymorphus formosus ingår i släktet Polymorphus och familjen Polymorphidae. Inga underarter finns listade i Catalogue of Life.